# PanStamp
 (mars 2023).
 (mars 2023).

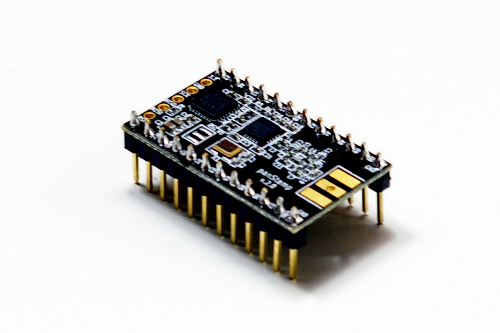
panStamp low-power wireless module.

Les panStamps sont des modules programmables à partir de l’environnement Arduino. Chaque module contient un microcontrôleur Atmega328p et une interface RF CC1101. De cette façon, ces modules compacts au format DIP-24, les panStamps, peuvent former des réseaux sans fil à basse consommation, réaliser des mesures sur des capteurs externes mais aussi contrôler des charges moyennant le circuit d'adaptation correspondant.

## Spécifications matériel

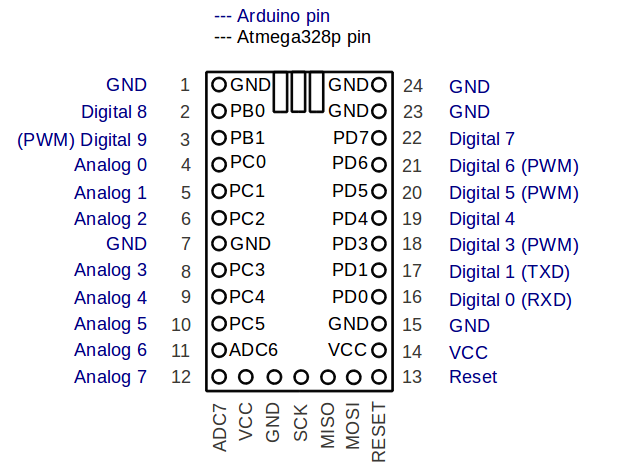
panStamp pin mapping

- Taille: 0.7 x 1.2 in (17.7 x 30.5 mm)
- MCU: Atmega328P d'Atmel à 8MHz
- Flash: 32 KB
- RAM: 2 KB
- EEPROM: 1 KB
- Interface RF: TI CC1101
- Bandes de fréquence: 868/915 MHz
- Voltage d'opération: 2.5 VDC jusqu'à 3.6 VDC
- Consommation de courant: 1-5 uA sous mode dormant. 2.5 mA pendant les transmissions

## Utilisation
Les modules panStamp sont programmés comme n'importe quelle autre plateforme Arduino, avec la différence que panStamp peut faire de la communication sans fil à basse puissance. Les développeurs peuvent connecter leurs capteurs sur cet arduino sans fil, créer leurs propres cartes mère ou bien utiliser l'une des cartes mères déjà disponibles sur le marché.

## Pile logiciel et protocole sans fil
Pour garantir la connectivité et l’interopérabilité entre panStamps, la  pile logiciel implémente  SWAP, un protocole open source spécialement développé pour les radios CC11XX de Texas Instruments. La pile ou stack résultant prend autour de 7 KB de mémoire Flash et moins d'un KB de RAM.

### Autres liens intéressants
- (en) OpenChronos is finally SWAP-enabled, Lecture et contrôle sans fil de valeurs à partir d'un montre ez430-chronos de Texas Instruments, 29 juin 2011
- (en) Lagarto, open automation platform for low-power wireless networks, Lagarto, plateforme d'automatisation open source pour des réseaux SWAP, 19 avril 2012
- (en) OpenRemote controls panStamps via HTTP Lecture et contrôle sans fil de valeurs panStamp à partir d'OpenRemote, 26 avril 2012
- (en) Envoie de valeurs panStamps au nuage IP
- (en) Envoie de valeurs panStamp à Twitter